# Maria Naepflin
Maria Naepflin (* 13. Mai 1894 in Beckenried am Vierwaldstättersee; † 1972 in Zürich) war eine schweizerische Rotkreuz-Krankenschwester und Autorin.

## Leben und Wirken
Maria Naepflin wurde kurz vor Beginn des Ersten Weltkriegs Vollwaise. Das elterliche Haus in Beckenried am Vierwaldstättersee sollte auf Wunsch ihrer Brüder verkauft werden, damit Bargeld vorhanden war. Naepflin meldete sich daraufhin in die Rotkreuz-Kriegskrankenpflege und liess sich zur Rotkreuzhelferin ausbilden. Durch ihre Heirat mit einem Österreicher verlor sie nach damaligem Recht die Schweizer Staatsbürgerschaft. Der Kaiser von Österreich, Franz Joseph I., ermahnte Maria Naepflin vor Beginn ihrer Arbeit, Verwundete vor allem zu trösten und zu lieben, denn dies sei noch wichtiger als die Pflege.
Ihre Kriegserlebnisse während des Ersten Weltkrieges an der serbischen Front und in Galizien verarbeitete Maria Naepflin in ihrem Buch Fortgerungen – Durchgerungen. Sie publizierte es vermutlich im Jahr 1934 in erster Auflage im Selbstverlag. Weitere sechs Auflagen in einem Schweizer Verlag sollten folgen. Die Auflagenhöhe betrug insgesamt 20'000 Exemplare. Naepflin thematisierte in diesem Buch ihre Konflikte mit der Religion angesichts des grossen Leidens im Krieg. Sie besprach zudem ihre Morphinsucht, in die der Krieg sie getrieben hatte, um das Grauen zumindest zeitweise abmildern zu können. Die Soldaten in zerlumpter Kleidung zeigten, wie «schön» das Soldatenleben in Wirklichkeit sei, schrieb sie. Auch für die «Drückeberger» unter den Soldaten zeigte sie Verständnis. Medizin und Militär bezichtigte sie der Mitleidlosigkeit. Ärzten unterstellte sie, Soldaten ohne Not zu Krüppeln zu machen und zu Objekten ihrer Experimentierlust.
Wegen ihrer Morphinsucht wurde Maria Naepflin nach Sofia versetzt. Kurz vor dem Ende des Ersten Weltkrieges arbeitete Maria Naepflin in Plan/Egerland und verwendete ihr restliches Erbteil darauf, Lebensmittel für ein vom tschechischen Roten Kreuz vernachlässigtes Spital einzukaufen. Sie meldete sich zudem noch als Transportschwester und begann in dieser Zeit mit der Fotografie. Für ihren Einsatz in der Cholerapflege während des Krieges wurde ihr ein Orden verliehen. Nach dem Krieg hatte sie, wie die meisten Kriegsschwestern, Probleme damit, einen Arbeitsplatz zu finden. Sie arbeitete unter anderem in der Privatpflege in Bregenz.
1936 sollte sie sich einer psychiatrischen Untersuchung unterziehen, da ihr Geisteszustand als wirr empfunden wurde. Ihr geschiedener Ehemann bestätigte der zuständigen Behörde, dass Maria Naepflin geistig normal sei. Sie sei allerdings eine vom Schicksal schwer heimgesuchte und vom Kriege traumatisierte Frau, die es verdient habe, endlich in Ruhe gelassen zu werden.
Maria Naepflin spielte in der Diskussion um die Kriegsdienstverweigerung von Frauen (z. B. Deutsches Gesetz zur Gleichbehandlung der Geschlechter, 14. August 2006) eine Rolle.

## Veröffentlichungen
- Fortgerungen, durchgerungen bis zum Kleinod hin. Ein erschütterndes Lebensbild einer Schweizer Krankenschwester aus der Zeit des Großes Krieges, der Revolution und der Arbeitslosigkeit. Selbstverlag, Konstanz 1934; 4. Auflage: Loepthin, Meiringen 1938.
- Eine Schweizerin kämpft um ihre Heimat. Unionsdruckerei, Zürich 1936.
- Deutsche Städte und Baudenkmäler vor der Bombardierung. Splügenverlag, Zürich 1947.
- Heimatlos, Staatenlos. Die Abenteuer einer Rotkreuz-Schwester in Österreich, Hitler-Deutschland und in der Schweiz. Splügenverlag, Zürich 1946. (4. Auflage 1965.)